# هيرناندو سيليس رييس
هيرناندو سيليس رييس (بالإسبانية: Hernando Siles Reyes) (و. 1882 – 1942 م) هو محام، وسياسي من بوليفيا ولد في سوكري.
تولى منصب رئيس بوليفيا .